# Östersunds FK
Östersunds FK es un club sueco de fútbol con sede en Östersund, Suecia. Participa en la Superettan, la segunda división de fútbol de Suecia. El club fue fundado el 31 de octubre de 1996 como fusión de tres conjuntos de la ciudad. Están afiliados al Jämtland-Härjedalens Fotbollf örbund y juegan como local en el Arena Jämtkraft. Los colores del club, reflejados en su escudo y equipación, son el negro y el rojo. Desde su creación, el club ha jugado la mayor parte de su historia en el tercer nivel del fútbol sueco pero en 2013 llegaron al primer nivel tras dos ascensos consecutivos de la mano del entrenador inglés Graham Potter, con el que llegaron a competir en Europa League y consiguieron su primer y único título hasta la fecha, una Copa de Suecia.

## Historia
El Östersunds FK se fundó en 1996 cuando los tres clubs locales Ope SI, IFK Östersund y Östersund/Torvalla unieron sus fuerzas con el objetivo de que la ciudad tuviese un club de primer nivel. El club recién formado se comenzó su existencia en tercera en 1997.
Durante los años 2000 el club comenzó a tomar un sabor británico y en 2007 el director de fútbol Daniel Kindberg usó su amistad con los entrenadores Roberto Martínez y Graeme Jones para firmar un convenio con el Swansea mediante el que se cederían jugadores mutuamente. Además, el Swansea inauguró el nuevo estadio del conjunto sueco.
La mala temporada de 2010 terminó con el club en cuarta categoría, pero al año siguiente Daniel Kindberg volvió a ser el entrenador y, con un mayor apoyo económico de los patrocinadores locales, el club avanzó en su profesionalización. 
En el año 2013 subió a primera división, y en el año 2017 consiguió el hito histórico de clasificarse para la fase de grupos de la Europa league 2017-18.
Comenzó su primera aventura europea enfrentando al Hertha Berlín, Zorya Lujansk y Athletic Club, aquí en este grupo pasaría como segundo lugar a los 16avos de final enfrentando nada más que al Arsenal de Inglaterra, donde perdería 0-3 en la ida como local pero tendría un histórico y recordado triunfo en Londres 1-2 aprovechando los errores de una débil defensa del Arsenal FC, pero aun así quedaría eliminado con un 2-4 global.

## Palmarés
- Division 1 Norra: 1

2012
- Copa de Suecia: 1

2016-17

## Temporadas
| \| Temporada \| Nivel \| Liga \| Sector \| Posición \| Movimientos \| \| --------- \| ----- \| ----------- \| -------- \| -------- \| ------------------------ \| \| 1997 \| 3 \| Division 2 \| Norrland \| 7° \| \| \| 1998 \| 3 \| Division 2 \| Norrland \| 2° \| Promoción a los Playoffs \| \| 1999 \| 3 \| Division 2 \| Norrland \| 1° \| Promoción a los Playoffs \| \| 2000 \| 3 \| Division 2 \| Norrland \| 5° \| \| \| 2001 \| 3 \| Division 2 \| Norrland \| 3° \| \| \| 2002 \| 3 \| Division 2 \| Norrland \| 5° \| \| \| 2003 \| 3 \| Division 2 \| Norrland \| 2° \| \| \| 2004 \| 3 \| Division 2 \| Norrland \| 4° \| \| \| 2005 \| 3 \| Division 2 \| Norrland \| 2° \| Promoción \| \| 2006* \| 3 \| Division 1 \| Norra \| 11° \| \| \| 2007 \| 3 \| Division 1 \| Norra \| 11° \| \| \| 2008 \| 3 \| Division 1 \| Norra \| 10° \| \| \| 2009 \| 3 \| Division 1 \| Norra \| 11° \| \| \| 2010 \| 3 \| Division 1 \| Norra \| 13° \| Relegado \| \| 2011 \| 4 \| Division 2 \| Norrland \| 1° \| Promovido \| \| 2012 \| 3 \| Division 1 \| Norra \| 1° \| Promovido \| \| 2013 \| 2 \| Superettan \| \| 10° \| \| \| 2014 \| 2 \| Superettan \| \| 5° \| \| \| 2015 \| 2 \| Superettan \| \| 2° \| Promovido \| \| 2016 \| 1 \| Allsvenskan \| \| 8° \| \| \| 2017 \| 1 \| Allsvenskan \| \| 5° \| \| \| 2018 \| 1 \| Allsvenskan \| \| 6° \| \| \| 2019 \| 1 \| Allsvenskan \| \| 12° \| \| \| 2020 \| 1 \| Allsvenskan \| \| 13° \| \| \| 2021 \| 1 \| Allsvenskan \| \| 16° \| Descendido \| * Liga que reestructura en 2006 causado una nueva división siendo creada en Tier 3 y divisiones subsecuentes que dejan caer un nivel. |       |             |          |          |                          |
| Temporada | Nivel | Liga        | Sector   | Posición | Movimientos              |
| 1997 | 3     | Division 2  | Norrland | 7°       |                          |
| 1998 | 3     | Division 2  | Norrland | 2°       | Promoción a los Playoffs |
| 1999 | 3     | Division 2  | Norrland | 1°       | Promoción a los Playoffs |
| 2000 | 3     | Division 2  | Norrland | 5°       |                          |
| 2001 | 3     | Division 2  | Norrland | 3°       |                          |
| 2002 | 3     | Division 2  | Norrland | 5°       |                          |
| 2003 | 3     | Division 2  | Norrland | 2°       |                          |
| 2004 | 3     | Division 2  | Norrland | 4°       |                          |
| 2005 | 3     | Division 2  | Norrland | 2°       | Promoción                |
| 2006* | 3     | Division 1  | Norra    | 11°      |                          |
| 2007 | 3     | Division 1  | Norra    | 11°      |                          |
| 2008 | 3     | Division 1  | Norra    | 10°      |                          |
| 2009 | 3     | Division 1  | Norra    | 11°      |                          |
| 2010 | 3     | Division 1  | Norra    | 13°      | Relegado                 |
| 2011 | 4     | Division 2  | Norrland | 1°       | Promovido                |
| 2012 | 3     | Division 1  | Norra    | 1°       | Promovido                |
| 2013 | 2     | Superettan  |          | 10°      |                          |
| 2014 | 2     | Superettan  |          | 5°       |                          |
| 2015 | 2     | Superettan  |          | 2°       | Promovido                |
| 2016 | 1     | Allsvenskan |          | 8°       |                          |
| 2017 | 1     | Allsvenskan |          | 5°       |                          |
| 2018 | 1     | Allsvenskan |          | 6°       |                          |
| 2019 | 1     | Allsvenskan |          | 12°      |                          |
| 2020 | 1     | Allsvenskan |          | 13°      |                          |
| 2021 | 1     | Allsvenskan |          | 16°      | Descendido               |

## Participación en competiciones de la UEFA
| Temporada | Torneo             | Ronda                        | Club              | Casa | Visita | Global  |
| --------- | ------------------ | ---------------------------- | ----------------- | ---- | ------ | ------- |
| 2017–18   | UEFA Europa League | Segunda Ronda Clasificatoria | Galatasaray S. K. | 2–0  | 1–1    | 3–1     |
| 2017–18   | UEFA Europa League | Tercera Ronda Clasificatoria | Fola Esch         | 1–0  | 2–1    | 3–1     |
| 2017–18   | UEFA Europa League | Ronda de Play-Off            | PAOK Salónica FC  | 2–0  | 1–3    | 3–3 (v) |
| 2017–18   | UEFA Europa League | Grupo J                      | Athletic Club     | 2–2  | 0–1    | 2do     |
| 2017–18   | UEFA Europa League | Grupo J                      | Hertha Berlín     | 1–0  | 1–1    | 2do     |
| 2017–18   | UEFA Europa League | Grupo J                      | Zorya Lugansk     | 2–0  | 2–0    | 2do     |
| 2017–18   | UEFA Europa League | Dieciseisavos de final       | Arsenal           | 0–3  | 2–1    | 2-4     |